# 足立保宗
足立 保宗（あだち やすむね）は、江戸時代前期の武士。福島正則の家臣。

## 略歴
先祖は鎌倉期に北条貞時によって霜月騒動で滅ぼされた安達氏である。
足立保茂の子として誕生。父・保茂の死後跡目を相続して福島正則に仕えた。しかし、元和5年（1619年）に正則が信濃国高井郡高井野へ蟄居させられた。正則に仕えていた保宗も信州へ赴いたが、寛永元年（1624年）の主家改易により、やむなく美濃国可児郡で農地と居宅を得て帰農している。

## 系譜
山蔭－相継－相國－國重－兼廣－盛長－景盛－義景－泰盛－顕盛－宗顕－時顕－顕高－景保－保顕－憲保－保茂－保宗（美濃国可児郡）－照元－元剛（足立家所蔵系譜より）